# ديافاتا
ديافاتا (Διαβατά) هي مدينة تابعة للوحدة الإقليمية ثيسالونيكي وتشكل مع مستوطنة أجيا صوفيا كومونة ديافاتا البلدية، وتنتمي إلى بلدية إيخيدورو التابعة لبلدية دلتا. يبلغ عدد سكانها 9,890 نسمة حسب تعداد 2011.
تقع ديافاتا شمال غرب سالونيك على مسافة 9 كيلومتر منها. أطلق عليها اسم دودولار خلال الحكم التركي، وكانت من ممتلكات اسكندر باشا. جاء اسمها من امرأة مسلمة جميلة تسمى «دودو». كان سكانها يتحدثون اللغات السلافية وكانت بها مدرسة بلغارية.
بعد معاهدة لوزان في عام 1923، استقر اليونانيون من آسيا الصغرى (إيونيا) وكذلك القوقازيون الأرمن في ديافاتا. بلغ عدد اللاجئين المستقرين 562 شخصًا.
أعيد تسميتها إلى ديافاتا في عام 1926، نظرًا لموقعها الذي يجعلها مركزًا للنقل، من قبل لجنة أسماء الأماكن في اليونان. اليوم، ديافاتا هي ثاني أكبر مركز سكاني في بلدية دلتا، بعد سيندو عاصمة البلدية.

## السكان
تطور سكان ديافاتا هو كما يلي:
| التعداد | السكان |
| 1940    | 979    |
| 1951    | 1.125  |
| 1961    | 1.707  |
| 1971    | 2.737  |
| 1981    | 3.375  |
| 1991    | 4.441  |
| 2001    | 7.863  |
| 2011    | 9.890  |